# Mojmír II
Mojmír II, fils de Svatopluk Ier, est le prince de Grande-Moravie de 894 à 906 ou 907. Il appartient à la dynastie des Mojmirides.

## Règne
Selon la tradition, avant sa mort, Svatopluk Ier exhorte ses trois fils à résister aux attaques des Francs et à maintenir l'unité politique et l'indépendance de la Grande-Moravie. Il désigne Mojmír II comme son successeur, son frère Svatopluk II obtenant la principauté de Nitra. Peu de temps après, une guerre éclate entre les frères, qui marque l'effondrement de la Grande-Moravie. 
Mojmír II doit céder la Pannonie aux Bavarois dès la première année de son règne. Les Tchèques se détachent de la Moravie et concluent une alliance avec le roi de Francie orientale Arnulf de Carinthie en 895. Leur exemple est suivi par les Sorabes de l'Elbe. En 896, un groupe de Magyars s'installe sur la Tisza, dans le territoire de la Grande-Moravie. Ils sont alors des alliés de Mojmír II. En 898, son frère Svatopluk II se révolte. Il obtient l'appui de la marche de l'Est, Aribon. Trois expéditions des Bavarois ne parviennent pas à vaincre Mojmír II, et Svatopluk II est battu en 899. Cependant son action a contribué à déstabiliser la puissance militaire de la Grande-Moravie. Après sa victoire, Mojmír II reçoit de Rome un nouvel archevêque et trois évêques, ce qui affirme l'indépendance religieuse du pays.
En 900, les Hongrois, alliés aux Moraves, envahissent la Pannonie. Mais à la fin de l'année, une autre bande de Hongrois passe les Carpates et attaque la Grande-Moravie, qui est alors réduite à la Moravie proprement dite et à la région de Nitra. En 901, Mojmír II conclut une alliance contre les Hongrois avec les Bavarois. Il parvient à contenir les Hongrois l'année suivante, mais l'offensive de 905-906 ruine le pays. Mojmír II est tué au combat, sa capitale est détruite.